# Váshkivtsi
Váshkivtsi (en ucraniano: Вашківці) es una ciudad ucraniana perteneciente al óblast de Chernivtsí. Situada en el oeste del país, es parte del raión de Vízhnitsia y centro del municipio (hromada) homónimo.

## Toponimia
En todos los idiomas de importancia local, la ciudad se conoce con el nombre de Váshkovtsi (en ruso: Вашковцы) o Vascauti (en rumano: Vășcăuți-pe-Ceremuș; en alemán: Waschkautz; en polaco: Waszkowce). 

## Geografía
Váshkivtsi se encuentra en la margen derecha del río Cheremosh, a unos 33 km al oeste de Chernivtsí y a 32 km de Vízhnitsia.

## Historia
La ciudad fue mencionada por primera vez por escrito en la década de 1430, luego con el nombre de Wasko. El sitio perteneció al principado de Moldavia hasta 1774, después de lo cual pasó a formar parte del Imperio austriaco. Desde 1849, Váshkivtsi pertenecía al ducado de Bucovina. Bajo el dominio austriaco, la antigua ciudad comercial se convirtió en la sede de un kreis y un tribunal de distrito. Para el desarrollo económico fue importante la inauguración en junio de 1898 del ferrocarril local Nepolokoutz-Wiznitz, que contaba con una estación de tren en la ciudad.
Después del final de la Primera Guerra Mundial, la ciudad pasó a formar parte del reino de Rumania, en el distrito de Storojineț, y se convirtió en una ciudad fronteriza con Polonia. 
Como resultado de la anexión de Bucovina del Norte el 28 de junio de 1940, posible gracias al pacto Ribbentrop-Mólotov, pasó a formar parte de la RSS de Ucrania de la Unión Soviética. Váshkivtsi tiene el estatus de ciudad desde 1940.
Durante la Segunda Guerra Mundial, Váshkivtsi fue nuevamente parte de Rumania entre el 5 de julio de 1941 y el 8 de abril de 1944 tras la invasión germano-rumana. Había una pequeña comunidad judía en la ciudad que fue asesinada o expulsada durante la guerra, pero la mayoría de la población era de ascendencia ucraniana.

## Demografía
La evolución de la población de Váshkivtsi entre 1930 y 2022 fue la siguiente:
| 6354                                                          | 6500 | 6205 | 5675 | 5645 | 5811 | 5987 | 5455 | 5406 | 5215 |
| (Fuente: Cities & Towns of Ukraine y UKRAINE: Größere Städte) |      |      |      |      |      |      |      |      |      |

Según el censo de 2001, la lengua materna de la mayoría de los habitantes, el 98,48%, es el ucraniano; del 1,17%, el ruso. La mayoría de la población son ucranianos, principalmente a los hutsules. 
En el censo de 1930, el 69,87% de los habitantes eran rutenos; el 13,51%, judíos; el 12,57%, polacos; el 2,65%, rumanos; y alemanes, el 0,92%. En cuanto a la religión, el 68,33% de la población eran ortodoxos; el 13,51%, judíos; el 13,57% eran católicos romanos; y el 4,43%, cristianos bizantinos.